# Світ Роканнона
Світ Роканнона (англ. Rocannon's World) , іноді Планета Роканнона — перший роман відомої популярної американської письменниці Урсули Ле Гуїн. Уперше роман опублікований у 1966 році американським видавництвом Ace Books разом із романом Аврама Дейвідсона «Царювання Кар-Чі», і також започатковує серію романів Хайнського циклу. Хоча роман переважно написаний у стилі класичної наукової фантастики, у романі є елементи героїчного фентезі та навіть планетарної романтики. Головний герой книги, етнограф Гаверал Роканнон (для жителів планети — Блукач) досліджує планету, на якій місцеві володарі живуть у замках, літають на крилатих конях (які своїми звичками хижаків нагадують величезних котів), і живуть по сусідству з іншими розумними видами, частина яких на вигляд нагадують справжніх підземних гномів, а частина ельфів без крил. Таке казкове оточення в книзі знаходиться у тісному сусідстві з розвинутою цивілізацією Союзу всіх планет. Саме з цього роману походить неологізм «ансибль», який означає засіб для зв'язку із швидкістю передачі сигналу більшою за швидкість світла.

## Пролог до роману
Прологом до роману служить одне з ранніх оповідань Урсули Ле Гуїн «Намисто», яке було опубліковане в 1964 році. У ньому розповідається про історію дружини одного із володарів планети біля зірки Фомальгаут, яка заради відновлення колишньої слави свого роду вирушає на пошуки древнього намиста, яке було давно втрачено її родичами, і служило символом величі та багатства її роду. Для віднайдення намиста жінка звертається до представників іншої розумної раси, яка проживає на цій планеті та тісніше контактує з представниками технологічно розвинутих цивілізацій, які вже кілька поколінь відвідують планету. Ці істоти, подібні більше до підземних гномів, із поваги до повелительниці згідно місцевих звичаїв, доставляють її на космічному кораблі до сусідньої планети, де намисто знаходилось у етнографічному міжпланетному музеї. Співробітники музею на прохання жінки віддають їй намисто, і вона відбуває на рідну планету. По прибутті вона дізнається, що її не було 9 років, і за цей час у бою загинув її чоловік, та виросла її дочка. Дізнавшись про це, жінка не зуміла спокійно пережити нові враження, та втратила розум.

## Сюжет роману
Після прологу головний герой книги, етнограф Гаверал Роканнон, рід якого походить з планети Хайн, але його прийомний батько є землянином, знаходиться у етнографічній експедиції на планеті біля зірки Фомальгаут, жінку з якої він зустрів у музеї у сусідній планетній системі, та якому було довірено віддати їй намисто, яким володіли її предки, з цього музею. На цій планеті співіснують відразу кілька розумних рас, які розпадаються на підраси, що можуть відрізнятися не лише зовнішнім виглядом, а й способом існування. Головна антропоморфна раса, яка має збірну назву «Ліу», поділяється на дві касти, або підраси — «анг'я» або «володарі», які є більш високими, світловолосими та темношкірими, та «ольгйьо» або «середньорослі», які є нижчими за зростом, світлошкірими та темноволосими. Ця раса живе у суспільстві, яке приблизно відповідає за технічним розвитком земній бронзовій добі, а за суспільним розвитком — феодалізму. Анг'я є володарями поселень-фортець та живуть у старовинних замках, часто воюють між собою, спілкуються відповідно до своїх кодексів честі, та є панівною підрасою над ольгйьо, які вважаються їх слугами. Проте приліт представників Союзу всіх планет за багато років до початку оповіді книги значно змінив спосіб життя всіх ліу, більшості анг'я довелось відмовитись від свого звичного способу життя, особливо від воєн, та визнати зверхність Союзу всіх планет, сплачуючи йому символічну данину.
Друга раса розумних істот на планеті, яка також має гуманоїдний вигляд, розподіляється на два підвиди. Представники першого із них, яких називають «гдема», або «люди глини», є дуже низькорослими (120—135 см), світлошкірими та темноволосими, і живуть під землею у печерах, займаючись примітивним промисловим виробництвом та торгівлею. Представники цього підвиду мають телепатичні властивості. Під час перших контактів жителів планети з представниками Союзу всіх планет саме гдема були вибрані для прискорення їх технічного розвитку та надання статусу союзників Союзу всіх планет. Щоправда, після звернення Роканнона за 45 років до початку етнографічної експедиції, цей статус із гдема було знято, так як його надання призвело до утиску прав інших розумних рас планети, а саму планету було закрито для більшості контактів та зупинено прискорення технологічного розвитку гдема. Другий підвид, який називають «фіїа», також низькорослий, світлошкірий та світловолосий, уникає технічного розвитку, живе осілими або напівкочовими сільськими общинами на поверхні планети, і також володіє телепатією. Гдема і фіїа розділились на два підвиди задовго до контакту з представниками Союзу всіх планет, а в кінці роману Роканнон зумів вступити в контакт із одним із останніх їх спільних предків, так званим «Древнім».
Ще однією особливістю планети є низька гравітація, внаслідок чого на планеті проживає багато літаючих видів тварин. Представники раси ліу пересуваються верхи на таких істотах, яких вони називають літаючими кіньми, хоча за способом життя вони більше подібні на великих літаючих котоподібних, оскільки харчуються дрібнішими літаючими істотами.
На початку оповіді етнографічна експедиція на планеті за участю Роканнона вже завершується, і практично увесь її склад вже зібрався на кораблі Союзу, щоб відбути до найближчої планети Союзу із матеріалами експедиції. На кораблі відсутній лише Роканнон, який гостював у своїх планетних друзів — володаря замку Халлан Могієна та його матері Хальдре, яка є дочкою жінки, яку він зустрів у музеї на планеті Союзу. На корабель здійснено напад невідомими, в результаті якого він повністю знищений із усіма людьми, які були на його борту. Єдиним із людей, які залишились на той момент на планеті, був Роканнон. Разом із своїми друзями він дізнався про загибель корабля, який перебував неподалік володінь Могієна. Із обставин загибелі корабля та новин перед відправкою експедиції Роканнон зрозумів, що на планеті створили базу заколотники із однієї з планет, яка виступила проти Союзу. Вважаючи себе частково винним у цій ситуації, адже саме з його ініціативи планета була закрита для контактів і прискорення технологічного розвитку, а присутність на планеті контингенту Союзу унеможливила б висадку на ній заколотників з іншої планети, Роканнон вирішує знайти зловмисників і передати повідомлення Союзу про їх координати. Прослуховуючи сигнали радіоприймача, Роканнон зумів встановити місце перебування бази заколотників на планеті. Оскільки це місце перебувало на іншому континенті, а єдиний ансибл — прилад для передачі повідомлень зі швидкістю, більшою швидкості світла, який знаходився в кораблі експедиції, був знищений, то Роканнон вирішив дойти до ворожої бази, та спробувати знайти ворожий ансибл, за допомогою якого передати повідомлення на найближчу планету Союзу про перебування заколотників на цій планеті, та надати можливість знищення цієї бази безпілотними надсвітловими кораблями. У цю експедицію з Роканноном зголошується піти сам володар замку Халлан Могієн з дозволу своєї матері, а також двоє слуг-ольгйьо, до них приєднується також один фіїа, чиє поселення також знищили заколотники. Протягом тривалої подорожі Роканнону доводиться стикатися із розбійниками із раси ліу, пізніше, вже на новому недослідженому континенті — із представниками іншої раси, схожої на ангелів, але яка не йде на контакт із іншими розумними істотами, а використовує спійманих живих істот для годування своїх дітей. Пізніше, із допомогою представників іншої розумної раси, схожих на дрібних сумчастих ссавців, Роканнону та його супутникам вдається втекти від ангелоподібних істот, хоча й втративши при цьому одного із слуг, та більшість крилатих коней. Пізніше, при перетині гірського хребта, Роканнон також вступає в ментальний контакт із представником раси Древніх — спільних предків гдема та фіїа, який допомагає йому дойти до мети. Перед самим підходом до бази заколотників гине супутник Роканнона Могієн, володар замку Халлан, який разом із крилатим конем таранить корабель заколотників, чим рятує Роканнона від загибелі. Втратиши усіх своїх супутників, Роканнон дістається до мети, та, скориставшись моментом, через ансибл заколотників передає повідомлення на базу Союзу. За деякий час, коли Роканнон вже віддалився від бази на безпечну відстань, він зміг побачити знищення бази надсвітловими кораблями Союзу. Не маючи можливості повернутись на батьківщину, Роканнон залишається жити на планеті із жінкою із найближчого селища, яка втратила чоловіка через війну із заколотниками, і з якою Роканнон познайомився перед виявленням бази зловмисників. Він не зумів дожити до прильоту на планету нової експедиції Союзу. Проте на його честь планету, яку він врятував від спустошення, та яка не мала власного імені, та називалась лише кодовим ім'ям «Фомальгаут-ІІ», вирішено було назвати планетою Роканнона.

## Переклади іншими мовами
Французькою мовою роман під назвою «Le monde de Rocannon» опублікований у 1972 році, нідерландською — у 1974 році під назвою «Rocannon», а німецькою — у 1978 році під назвою «Rocannons Welt».. Російською мовіою твір уперше опублікований в журналі «Техніка — молоді» у 1989 році в перекладі Ростислава Рибкіна як «Планета Роканнона», а у 1991 році цей же переклад вийшов друком у збірнику «Билл, герой галактики» серії «Современная фантастика», пізніше було ще кілька перевидань книги російською мовою. Польською мовою «Світ Роканнона» уперше видана у 1990 році у видавництві «Амбер» у перекладі Данути Гурської та Леха Єнчмика. Чеською мовою роман уперше надруковано у 1992 році у видавництві «Лазер».
Українською мовою роман «Світ Роканнона» перекладено і видано 2025 року видавництвом «Богдан»  у збірнику «Світи вигнання та ілюзій».